# Tchéco-Américains
Les Tchéco-Américains sont les Américains qui ont partiellement ou en totalité des ancêtres originaires du territoire historique de la Tchéquie (comprenant la Bohême et la Moravie) ou de ses États successifs, maintenant connu comme la Tchéquie. Au XIXe siècle, ils étaient fréquemment pris pour des bohémiens. 
Selon l'American Community Survey, en, 1 294 789 personnes déclarent avoir des origines tchèque. De plus, 303 141 personnes se déclarent d'ascendance tchécoslovaques.
Par ailleurs, selon l'American Community Survey en 2019, 43 552 personnes âgées de plus 5 ans déclarent parler tchèque à la maison, soit 0,01 % de la population totale des États-Unis et 3,4 % de la population américaine possédant au moins un ancêtre tchèque à la même époque.